# Lega dipartimentale di Arequipa
La lega dipartimentale di Arequipa è una delle 25 leghe dipartimentali della Copa Perú, che costituiscono la quinta divisione del campionato peruviano di calcio. È organizzata dalla FPF, la federazione calcistica peruviana.

## Storia
La Lega Departamentale di Arequipa è stata fondata l'8 maggio 1966.

## Albo d'oro
| Anno | Campione               | Città     |
| ---- | ---------------------- | --------- |
| 1966 | Sportivo Huracán       | Arequipa  |
| 1967 | FBC Melgar             | Arequipa  |
| 1968 | FBC Melgar             | Arequipa  |
| 1969 | FBC Melgar             | Arequipa  |
| 1970 | FBC Melgar             | Arequipa  |
| 1971 | Dep. Carsa             | Arequipa  |
| 1972 | Sportivo Huracán       | Arequipa  |
| 1973 | FBC Piérola            | Arequipa  |
| 1974 | Sportivo Huracán       | Arequipa  |
| 1975 | Pesca Perú             | Mollendo  |
| 1976 | Sportivo Huracán       | Arequipa  |
| 1977 | Sportivo Huracán       | Arequipa  |
| 1978 | Pesca Perú             | Mollendo  |
| 1979 | Pesca Perú             | Mollendo  |
| 1980 | Sportivo Huracán       | Arequipa  |
| 1981 | Dep. Camaná            | Camaná    |
| 1982 | Real Madrid (Uchumayo) | Camaná    |
| 1983 | Sportivo Huracán       | Arequipa  |
| 1984 | Dep. Camaná            | Camaná    |
| 1985 | Dep. Camaná            | Camaná    |
| 1986 | Alianza Naval          | Mollendo  |
| 1987 | FBC Aurora             | Arequipa  |
| 1988 | Dep. Camaná            | Camaná    |
| 1989 | Dep. Camaná            | Camaná    |
| 1990 | Sportivo Huracán       | Arequipa  |
| 1991 | Inclán SC              | Mollendo  |
| 1992 | Sport Alianza          | Arequipa  |
| 1993 | Estrella del Misti     | Cayma     |
| 1994 | FBC Yanahuara          | Yanahuara |

| Anno | Campione               | Città          |
| ---- | ---------------------- | -------------- |
| 1995 | Sportivo Huracán       | Arequipa       |
| 1996 | FBC Piérola            | Arequipa       |
| 1997 | Atl. Mariscal Castilla | Cerro Colorado |
| 1998 | Senati FBC             | Sachaca        |
| 1999 | Sportivo Huracán       | Arequipa       |
| 2000 | Atl. Universidad       | Arequipa       |
| 2001 | Atl. Universidad       | Arequipa       |
| 2002 | Atl. Universidad       | Arequipa       |
| 2003 | Sportivo Huracán       | Arequipa       |
| 2004 | Senati FBC             | Sachaca        |
| 2005 | Senati FBC             | Sachaca        |
| 2006 | Total Clean FC         | Arequipa       |
| 2007 | Idunsa                 | Arequipa       |
| 2008 | Idunsa                 | Arequipa       |
| 2009 | Unión Minas            | Orcopampa      |
| 2010 | FBC Aurora             | Arequipa       |
| 2011 | Dep. Saetas de Oro     | La Joya        |
| 2012 | Sp. José Granda        | Camaná         |
| 2013 | Dep. Saetas de Oro     | La Joya        |
| 2014 | Futuro Majes           | El Pedregal    |
| 2015 | La Colina FC           | El Pedregal    |
| 2016 | La Colina FC           | El Pedregal    |
| 2017 | Dep. Binacional        | Paucarpata     |
| 2018 | Sportivo Huracán       | Arequipa       |
| 2019 | Nacional FBC           | Mollendo       |
| 2022 | Nacional FBC           | Mollendo       |
| 2023 | Nacional FBC           | Mollendo       |
| 2024 |                        |                |

### Titoli per club
| Squadre                                 | Titoli |
| --------------------------------------- | ------ |
| Sportivo Huracán                        | 12     |
| Dep. Camaná                             | 5      |
| FBC Melgar                              | 4      |
| Atl. Universidad                        | 3      |
| Senati FBC                              | 3      |
| Pesca Perú (Mollendo)                   | 3      |
| Nacional FBC (Mollendo)                 | 3      |
| FBC Piérola                             | 2      |
| Idunsa                                  | 2      |
| FBC Aurora                              | 2      |
| Dep. Saetas de Oro                      | 2      |
| La Colina FC                            | 2      |
| Dep. Carsa                              | 1      |
| Real Madrid (Uchumayo)                  | 1      |
| Alianza Naval (Mollendo)                | 1      |
| Inclán SC (Mollendo)                    | 1      |
| Estrella del Misti (Cayma)              | 1      |
| FBC Yanahuara                           | 1      |
| Atl. Mariscal Castilla (Cerro Colorado) | 1      |
| Total Clean FC                          | 1      |
| Unión Minas (Orcopampa)                 | 1      |
| Sp. José Granda (Camaná)                | 1      |
| Futuro Majes (El Pedregal)              | 1      |
| Dep. Binacional                         | 1      |